# Hemiclepsis tumniniana
Hemiclepsis tumniniana (лат.) — вид плоских пиявок (Glossiphoniidae).

## Название
Видовой эпитет tumniniana указывает на место нахождения вида при описании — реку Тумнин.

## Описание
Общая длина Hemiclepsis tumniniana составляет 5—10 мм, ширина 2—5 мм. Тело листообразное, уплощённое в спинно-брюшном направлении. По спине проходит 7 рядов очень маленьких сосочков. Края тела с мелкими зазубринами. Передняя часть тела отделена от остального тела более узкой перетяжкой, образуя подобие «головки».
Окраска тела коричневая или оранжевая, с семью рядами белых или жёлтых пятен — медиальным, двумя парамедиальными, двумя парамаргинальными и двумя краевыми. Задняя присоска с крупными жёлтыми пятнами. Брюшная сторона светлее спинной, одноцветная.
Тело сегментированное, сегменты I—II и XXVI—XXVII состоят из 1 кольца, сегменты III и XXV состоят из двух колец, сегменты IV—XXIV — из трёх колец. Суммарно количество колец равно 72.

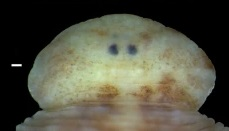
Головной конец. Видно пигментацию и две пары глаз. Шкала изображает отрезок длиной в 1 мм.

На переднем конце тела имеется две пары глаз, глаза передней пары существенно редуцированы, почти не заметны. Передняя пара находится на границе II и III сегментов, задняя — на III сегменте.
Имеется мускулистый хобот. Желудок с 7 парами карманов (отростков), задние карманы ветвятся, образуя по 4—5 отростков. Кишечник с 4 парами коротких карманов.
Гермафродиты. Имеются семенной и яйцевой мешки. Мужское и женское половые отверстия (гонопоры) разделены 1 кольцом (мужская гонопора расположена между XI и XII сегментами, женская — на XII сегменте). Семенных мешков 6 пар. Размножение ни разу не наблюдалось.

## Образ жизни
Пресноводный вид, обнаружена в реке.
Эктопаразит. На настоящий момент показано питание только на рыбах — многоиглых колюшках (Pungitius).

## Распространение
Обнаружена только в реке Тумнин в Хабаровском крае.

## Таксономия
Согласно молекулярным данным, наиболее близкие виды — Hemiclepsis marginata и Hemiclepsis schrencki.